# Givry-en-Argonne

Givry-en-Argonne este o comună în departamentul Marne, Franța. În 2009 avea o populație de 464 de locuitori.